# Israel Elejalde
Israel Elejalde (Madrid, 10 de diciembre de 1973) es un actor español de cine, teatro y de televisión que también ha trabajado como director de varias obras teatrales.

## Trayectoria
Israel Elejalde nació en Madrid (España) el 10 de diciembre de 1973. Comenzó en la interpretación gracias al teatro, lugar donde ha realizado la mayor parte de su carrera, emparejada mayormente a la del director, actor y dramaturgo Miguel del Arco y de cuya mano estrenó la producción La función por hacer. Ha participado también en las obras Veraneantes (candidato al Premio Max como mejor actor en 2012), Misántropo, La clausura del Amor, Hamlet (premio a mejor interpretación Teatro Rojas 2017), Refugio, Los Mariachis, Ensayo, El enemigo del pueblo o Ricardo III, entre otras. En 2004 fue premiado con el Premio Ojo Crítico al mejor actor de teatro.
Desde 2006 hasta 2010 interpretó a Raúl en la serie de Televisión Española Cuéntame cómo pasó. También es conocido por haber formado parte del reparto de series de televisión españolas como Águila Roja (2009), Amar en tiempos revueltos (2010-2011), Carlos, Rey Emperador (2015), Bajo sospecha (2016) y Traición (2017-2018). En 2014 fue nominado al Premio Goya al mejor actor revelación por su papel en la película Magical Girl. Desde septiembre de 2016 es codirector artístico, junto a Miguel del Arco, del Teatro Kamikaze de Madrid.
En 2019 fue uno de los protagonistas de la serie 45 revoluciones como Pedro Zabala. En 2020 fichó por Veneno para interpretar a Pepe Navarro en la serie creada por Javier Calvo y Javier Ambrossi. También ese año participó en ByAnaMilán en Atresplayer Premium. En 2021 se anunció su fichaje por la serie de TVE Ana Tramel. El juego y por la película de Pedro Almodovar Madres paralelas.

## Vida personal
En 2010, durante la representación de La función por hacer, conoció a la actriz Bárbara Lennie, con la que mantuvo una relación hasta 2016.

## Filmografía

### Cine
| Año  | Título                           | Personaje | Director                  |
| ---- | -------------------------------- | --------- | ------------------------- |
| 2005 | Oculto                           | Tatuador  | Antonio Hernández         |
| 2014 | El gran salto adelante           | Andrés    | Pablo Llorca              |
| 2014 | Magical Girl                     | Alfredo   | Carlos Vermut             |
| 2015 | Sicarivs: La noche y el silencio | Néstor    | Javier Muñoz              |
| 2016 | Amarás sobre todas las cosas     | Teo       | Chema de la Peña          |
| 2016 | El hombre de las mil caras       | González  | Alberto Rodríguez Librero |
| 2016 | Plan de fuga                     | Abogado   | Iñaki Dorronsoro          |
| 2019 | El silencio de los objetos       | Director  | Iván Roja                 |
| 2021 | Madres paralelas                 | Arturo    | Pedro Almodóvar           |
| 2021 | La familia perfecta              | Conductor | Arantxa Echevarría        |

### Televisión
| Año         | Título                                | Personaje              | Cadena              | Datos         |
| ----------- | ------------------------------------- | ---------------------- | ------------------- | ------------- |
| 1999        | Compañeros                            | Extra                  | Antena 3            | 1 episodio    |
| 2000        | Policías, en el corazón de la calle   | Extra                  | Antena 3            | 1 episodio    |
| 2004        | Aquí no hay quien viva                | Jaime                  | Antena 3            | 1 episodio    |
| 2005        | Un paso adelante                      | Hombre                 | Antena 3            | 1 episodio    |
| 2005 - 2006 | Hospital Central                      | Doctor Emilio Palenque | Telecinco           | 2 episodios   |
| 2006        | El comisario                          | Esteban Robira         | Telecinco           | 1 episodio    |
| 2006 - 2010 | Cuéntame cómo pasó                    | Raúl                   | La 1                | 27 episodios  |
| 2008        | Cuenta atrás                          | Miguel                 | Antena 3            | 1 episodio    |
| 2008        | Los hombres de Paco                   | Fiscal                 | Antena 3            | 3 episodios   |
| 2008        | Herederos                             | Narcotraficante        | La 1                | 3 episodios   |
| 2009        | Águila Roja                           | Capitán Rodrigo        | La 1                | 5 episodios   |
| 2010 - 2011 | Amar en tiempos revueltos             | Matías Salazar         | La 1                | 250 episodios |
| 2012        | Toledo, cruce de destinos             | Lope de Vega           | Antena 3            | 1 episodio    |
| 2014        | Los misterios de Laura                | Víctor Mondragón       | La 1                | 1 episodio    |
| 2015        | Carlos, Rey Emperador                 | Juan de Padilla        | La 1                | 6 episodios   |
| 2015        | B&B, de boca en boca                  | Roberto                | Telecinco           | 1 episodio    |
| 2016        | Bajo sospecha                         | Gorka Montero          | Antena 3            | 10 episodios  |
| 2017 - 2018 | Traición                              | Víctor Ayala           | La 1                | 9 episodios   |
| 2019        | 45 revoluciones                       | Pedro Zabala           | Antena 3            | 13 episodios  |
| 2020        | Veneno                                | Pepe Navarro           | Atresplayer Premium | 4 episodios   |
| 2020        | Escenario 0                           | Israel                 | HBO España          | 1 episodio    |
| 2020 - 2021 | ByAnaMilán                            | Mario García           | Atresplayer Premium | 4 episodios   |
| 2021        | Ana Tramel. El juego                  | Santiago Moncada       | La 1                | 6 episodios   |
| 2025        | Física o química: La nueva generación | Ramón                  | Atresplayer         | ¿? episodios  |

### Teatro
- El castigo sin venganza, dirigida por Eduardo Vasco.
- El viaje al Parnaso, dirigida por Eduardo Vasco.
- Largo viaje hacia la noche, dirigida por Àlex Rigola.
- La Gran Vía, dirigida por Helena Pimenta.
- Un enemigo del pueblo, dirigida por Gerardo Vera.
- La paz perpetua (2008), dirigida por José Luis Gómez.
- Medida por medida, dirigida por Carlos Aladro.
- La función por hacer, dirigida por Miguel del Arco.
- Veraneantes, dirigida por Miguel del Arco.
- La fiebre, dirigida por Carlos Aladro.
- Doña Perfecta, dirigida por Ernesto Caballero.
- Maridos y mujeres, dirigida por Àlex Rigola.
- Misántropo, dirigida por Miguel del Arco.[16]
- La clausura del amor, dirigida por Pascal Rambert.[17]
- Hamlet, dirigida por Miguel del Arco.[18]
- Ensayo (2017), dirigida por Pascal Rambert.[19]
- Tebas Land (2017), dirigida por Natalia Menéndez.[20]
- Ricardo III (2019), dirigida por Miguel del Arco.[21]

### Dirección teatral
- La voz humana (2016), de Jean Cocteau.[22]

## Premios y candidaturas
Premios Goya
| Año  | Categoría              | Película     | Resultado |
| ---- | ---------------------- | ------------ | --------- |
| 2014 | Mejor actor revelación | Magical Girl | Nominado  |

Premios Max
| Año  | Categoría   | Obra        | Resultado |
| ---- | ----------- | ----------- | --------- |
| 2012 | Mejor actor | Veraneantes | Nominado  |